# کلئوپاترا استراتان
کلئوپاترا استراتان (انگلیسی: Cleopatra Stratan؛ زادهٔ ۶ اکتبر ۲۰۰۲) خواننده مولداوی است که به عنوان جوان‌ترین فردی که تاکنون موفقیت تجاری را به دست آورده، شناخته می‌شود. او با آلبوم ۲۰۰۶ خود تحت عنوان «در سن ۳ سالگی» موفق به کسب این عنوان شد. او رکورددار جوان‌ترین هنرمند موفق به دریافت جایزه MTV و جوان‌ترین هنرمند برای کسب رتبه اول در یک کشور (با آهنگ «گیتسا» در جدول‌های موسیقی رومانی) است. از اواخر سال ۲۰۱۱، کلئوپاترا و خانواده‌اش به پیپرا نقل مکان کرده‌اند. در روز ۱۸ سالگی‌اش، کلئوپاترا اعلام کرد که با ادوارد ساندا، خواننده ۲۴ ساله، نامزد شده است.

## زندگی اولیه
پاول استراتان، پدر کلئوپاترا، در استودیو مشغول ضبط یک آهنگ بود که کلئوپاترا سه ساله در حال بازی در کنار او بود. به‌طور غیرمنتظره‌ای، او میکروفون را گرفت و شروع به خواندن همراه با پاول کرد. همه شوکه شدند و به همین دلیل آهنگ را با صدای کلئوپاترا که خواننده اصلی بود ضبط کردند و پیشنهاد دادند که چون او از شرلی تمپل جوان‌تر است، باید در رکوردهای جهانی گینس به عنوان جوان‌ترین استعداد که تاکنون روی صحنه اجرا کرده و آلبوم خودش را ضبط کرده است، وارد شود. برخی از آهنگ‌های او به انگلیسی و اسپانیایی ترجمه شده است. آلبوم در سن ۳ سالگی و تک‌آهنگ گیتسا نیز در ژاپن منتشر شد.
آلبوم در سن ۳ سالگی در تابستان ۲۰۰۶ به‌عنوان دیسک دو پلاتینوم به فروش بیش از ۱۵۰٬۰۰۰ نسخه در رومانی رسید. در دسامبر ۲۰۰۶، پدرش اعلام کرد که تا زمانی که آلبوم بعدی منتشر شود، او دیگر به‌طور عمومی نمی‌خواند.
تا دسامبر ۲۰۰۶، بزرگ‌ترین موفقیت کلئوپاترا آهنگ «گیتسا» بود.
در سال ۲۰۰۸، کلئوپاترا دومین آلبوم خود به نام در سن ۵ سالگی را با آهنگ موفق «زُنِا-زُنِا» منتشر کرد. در ۱۳ دسامبر ۲۰۰۸، برادرش، سزار (که نامش را کلئوپاترا انتخاب کرده بود) متولد شد. در پاییز ۲۰۰۹، او سومین آلبوم خود تحت عنوان سرودهای جادویی را منتشر کرد که شامل آهنگ‌های کریسمس رومانیایی بود و به عنوان یک آلبوم ویژه کریسمس منتشر شد. پس از سه سال، در سال ۲۰۱۲، کلئوپاترا چهارمین آلبوم استودیویی خود به نام آهنگ‌های برای کودکان را منتشر کرد، اما موفقیت آلبوم‌های قبلی خود را تکرار نکرد.
او از سوی کارتون نت‌ورک برای دوبله شخصیت رُبات‌گرل در سریال رُبات‌بوی انتخاب شد.

## آلبوم
آلبوم نخستین او، آهنگ «گیتا» را در تابستان ۲۰۰۶ منتشر کرد که در مدت پنج هفته در صدر جدول‌های موسیقی رومانی قرار گرفت. این آهنگ در جدول‌های موسیقی رومانی در رتبه اول قرار گرفت، زمانی که کلوپاترا تنها چهار سال داشت. طبق کتاب گینس، او همچنین جوان‌ترین خواننده‌ای بود که توانسته بود به رتبه اول موسیقی در کشورش دست یابد. پیش از او، رکورد در دست پسر بچه فرانسوی به نام «جوردی» و پیش از آن توسط «شیرلی تمپل» بود.
کلوپاترا همچنین به عنوان جوان‌ترین هنرمند برنده جایزه MTV شناخته شده است (جایزه بهترین آلبوم جدید در رومانی در ۲۰۰۶، بهترین آهنگ و بهترین هنرمند جدید در ۲۰۰۷) و به عنوان جوان‌ترین خواننده‌ای که کنسرت دو ساعته برگزار کرده شناخته می‌شود.